# Adam Abramowicz (jezuita)
Adam Abramowicz (lub Abrahamowicz; ur. 23 sierpnia 1710 na Litwie, zm. 1766 w Worniach) – jezuita. W kolegiach jezuickich wykładał wymowę kościelną, filozofię i teologię moralną. Przyczynił się także do wybudowania kilku kościołów i kolegiów.

## Życiorys
Do Towarzystwa Jezusowego wstąpił 20 sierpnia 1726 w Wilnie. W latach 1743–1744 był prefektem szkół jezuickich, w latach 1744–1748 profesorem filozofii w Wilnie, w latach 1747–1748 także teologii. W latach 1748–1749 był prefektem szkół w Nowogródku, 1749–1750 w Wilnie, 1750–1752 w Warszawie.
W 1752 został regensem wileńskiego konwiktu jezuickiego i – przekształcając go w samodzielne Collegium Nobilium jezuitów w Wilnie z osobną kadrą profesorską – jego pierwszym rektorem. Po podziale prowincji litewskiej jezuitów działał w Nieświeżu, Połocku i Mińsku – w Nieświeżu w latach 1758–1763 jako rektor kolegium, w Połocku w latach 1763–1766, w Mińsku w latach 1766–1770. W latach 1770–1773 powrócił do Nieświeża. Po kasacie Towarzystwa pracował w Worniach.
W 1753 ukazały się w Wilnie drukiem jego Kazania niedzielne.